# Knochenhebel

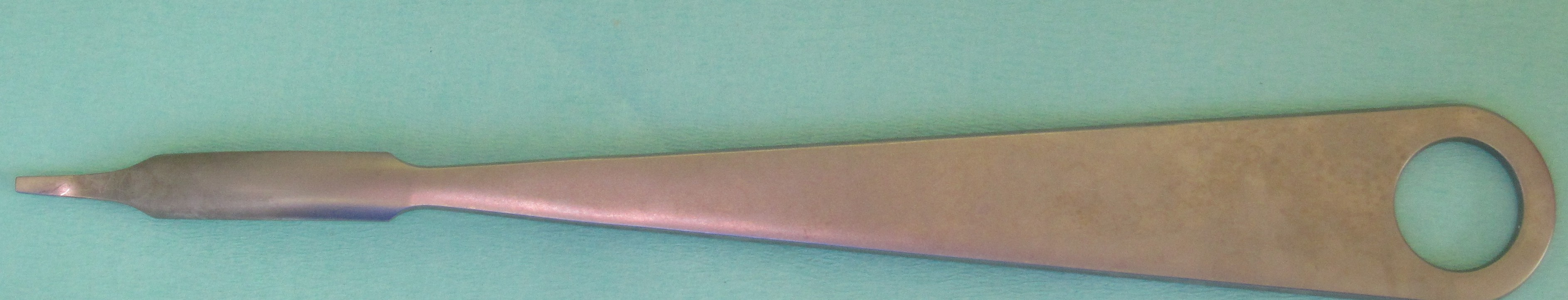
Knochenhebel

Ein Knochenhebel ist ein chirurgisches Instrument, das zur Reposition oder zum Herausdrücken eines Knochens, gelegentlich auch als Widerlager zum Bohren und Meißeln, verwendet wird. Er besteht aus rostfreiem Stahl, besitzt ein hakenförmiges Ende zum Erfassen des Knochens und eine Verbreiterung, die beim Hebeln als Weichteilschutz dient. Knochenhebel gibt es in verschiedenen Größen und Ausführungen, am verbreitetsten ist der Knochenhebel nach Hohmann.